# Kámoni arborétum
A kámoni arborétum (intézményként: Soproni Egyetem Erdészeti Tudományos Intézet  Kámoni Arborétum)  Szombathely belterületén található. Területe 27 hektár, amelyen mintegy 3200 fa- és cserjefaj, illetve -fajta él. Különösen látványos a növényzet a tavaszvégi hónapokban. Ekkor virágzik a Gyöngyös-patak vizével kialakított kis mesterséges tavak körül a rododendron. A kert rendkívül gazdag díszfa-, díszcserje-, valamint lágyszárú gyűjteménye az év minden időszakában látogatható.

## Története
Kámon egykor önálló falu volt, ma már Szombathelyhez tartozik.  Az 1860-as években a Gyöngyös-patak mentén húzódó négyhektáros tocsogós részt, láprét, égerlápos foltok, és kőris-tölgy ligeterdő borította. A terület birtokosa, Sághy Mihály kezdte meg a terület kialakítását, ám a tervszerű kertépítést csak az 1890-es években kezdte el fia, Saághy István, aki rendkívül tehetséges kertépítő volt. A területet bővítette, és az 1930-as évekig több mint ötszáz fásszárút telepített az arborétumba, amelynek közel a fele örökzöld volt. A második világháború alatt a park területén katonai tábor állt, később pedig, az ínséges időkben a lakosság az arborétum fáit használta fűtéshez. Az eredmény: a park kétharmada kipusztult. 1946-ban Kámonba tette át székhelyét a Szombathelyi Erdőgondnokság. Első feladatként, Bánó István erdőmérnök vezetésével, meghatározták a maradék növényállományt, majd elkezdték a pótlást. Az erdőgazdaság csemetekertjében az erdészeti fajok mellett kaptak néhány ágyást az egzóták, valamint a csemetekerti munkások végezték a park karbantartását is. 1948-ban és 1949-ben társadalmi munkával felépült a két új üvegház, lehetővé téve a kényesebb fajok szaporítását. 1952-ben az Országos Természetvédelmi Tanács határozataival védetté nyilvánította az arborétumot, beleértve a később hozzácsatolt területeket is.
1953-tól az Erdészeti Tudományos Intézet vette át az arborétum fenntartását. A vezető továbbra is Bánó István maradt, aki ettől az évtől kezdve az ERTI munkatársaként tevékenykedett. Az ország, illetve a külföld többi arborétumával, valamint botanikus kertjével való kapcsolattartásnak köszönhetően lehetővé vált a hiányzó és más különleges fajok beszerzése. Ebben az időszakban létesült az országos jelentőségű fenyőplantázs. Az arborétum szerepe a kutatások területén az 1950-es években megerősödött. Az erdész szakmát foglalkoztatták az egzóta fafajok hasznosításának lehetőségei, így elkezdődtek a tervszerű kísérletezések. Háromlépcsős kísérletnek vetették alá a honosításra szánt fafajokat. Azok a fajok, amelyek mindhárom fázison túljutottak, bekerülhettek az erdészeti gyakorlatba. Még a honosításon is túlmutat a megfelelőnek bizonyult fajok nemesítése, melynek célja nagyobb fahozamok, illetve a gyorsabb növekedés elérése. A Kámoni Arborétum az élen járt ebben a tevékenységben, legfőképp az erdei fenyő nemesítések terén. Különösen jó minőségű állományokban, valamint extrém termőhelyeken élő egyedekről gyűjtöttek szaporítóanyagot, ezeket egy helyre ültették, és innen szelektálták ki a legjobbakat, melyekből a minőségi szaporítóanyag termelését szolgáló plantázsokat létesítettek. Eközben az arborétum fajainak száma folyamatosan emelkedett, az 1970-re kitűzött cél, az állomány 3000 fásszárú fajra való növelése volt. 1957-ben megalapították a Dendrológiai Múzeumot. A kert 1958-ig nem volt nyilvános, csak az erdészeti és kertészeti szakiskolák, valamint a gimnáziumok és általános iskolák szerveztek ide többször tanulmányutakat, később is csak a nyitvatartási idő és a látogatási szabályok betartásával lehetett az arborétumot látogatni. Bánó István 1975-ig volt az arborétum vezetője, munkássága alatt növekedett az arborétum területe 4 hektárról 20 hektárra. Később az arborétum, és ezzel együtt a kísérletek irányítását Mátyás Csaba vette át, majd Csuka István. Az arborétum jelenlegi vezetője Németh Gábor. A fenyőnemesítési kísérletek mára lezárultak, de a klóngyűjtemény őrzi a múltbéli kutatások eredményeit.
2010-2011 során zajlott az arborétum teljes rekonstrukciója, két EU-finanszírozású pályázat révén, melyek eredményeként ma már új pompában tárul a látogatók elé. A kert növényállománya mintegy 21.000 db új egyeddel bővült, a taxonok száma így már 3.000 feletti. Itt található az ország legnagyobb fenyő-, illetve rhododendron és azáleagyűjteménye. Emellett megtekinthető a magyar nemesítők fajtáiból kialakított lombos és fenyőgyűjtemény. A kert új látványossága a tóban visszatükröződő dendrokolor sziklakert. A régi, idős egyedek környezete kitisztult. Tavasszal a közel 2 hektárt kitöltő hóvirág és tőzike foltok fogadják a látogatókat. Sétára hívogatnak a felújított gyöngykavicsos ösvények, pihenésre vagy éppen munkára a padok és pad-asztal egységek. Megújult az Öreg-tó partján álló zenepavilon. Az élményt az utak mentén elhelyezett ismeretterjesztő táblák és játékok teszik teljessé. A madarakról az új etetők, a tisztaságról az új szemetesek gondoskodnak.

## A gyűjtemény
Az arborétum területén mintegy 3200 fa- és cserjefaj, illetve -fajta található meg. A fenyőnemesítés egyik fontos kutatóbázisa volt, és az oktatásban is jelentős szerepet tölt be. A gyűjtemény kiemelt egységei a korábbi fenyőnemesítési és -magtermesztési kutatásokhoz kapcsolódó fenyőültetvények mellett a rododendrongyűjtemény (mely ma már több mint 300 fajtából majd 3000 példányt mutat be), a legalább 100 fajt, illetve fajtát tartalmazó magnóliagyűjtemény, a japán juharok számtalan fajtája, de érdemes a különböző babérok faj- és fajtagazdagságát is megemlíteni. Egyedülálló a magyar növénynemesítők fajtáinak gyűjteménye. Fontos tájképi elem a gyűjteményes kertet 30 évig alakító és a kutatásokat irányító Bánó István erdőmérnök által kialakított tó- és csatornarendszer.
A tervszerű fejlesztés eredményeképpen A több mint kétezer taxont számláló gyűjtemény része a legnagyobb hazai fenyőkollekció, a több tucat taxont számláló juhar- és tölgyfagyűjtemény. A parkban – a jegenyefenyők közel negyven változatán túl – a gyantáscédrus, a kínai, a mocsárciprus hatalmas példányai láthatók. Gazdag az arborétum cserjegyűjteménye is.

## Képgaléria

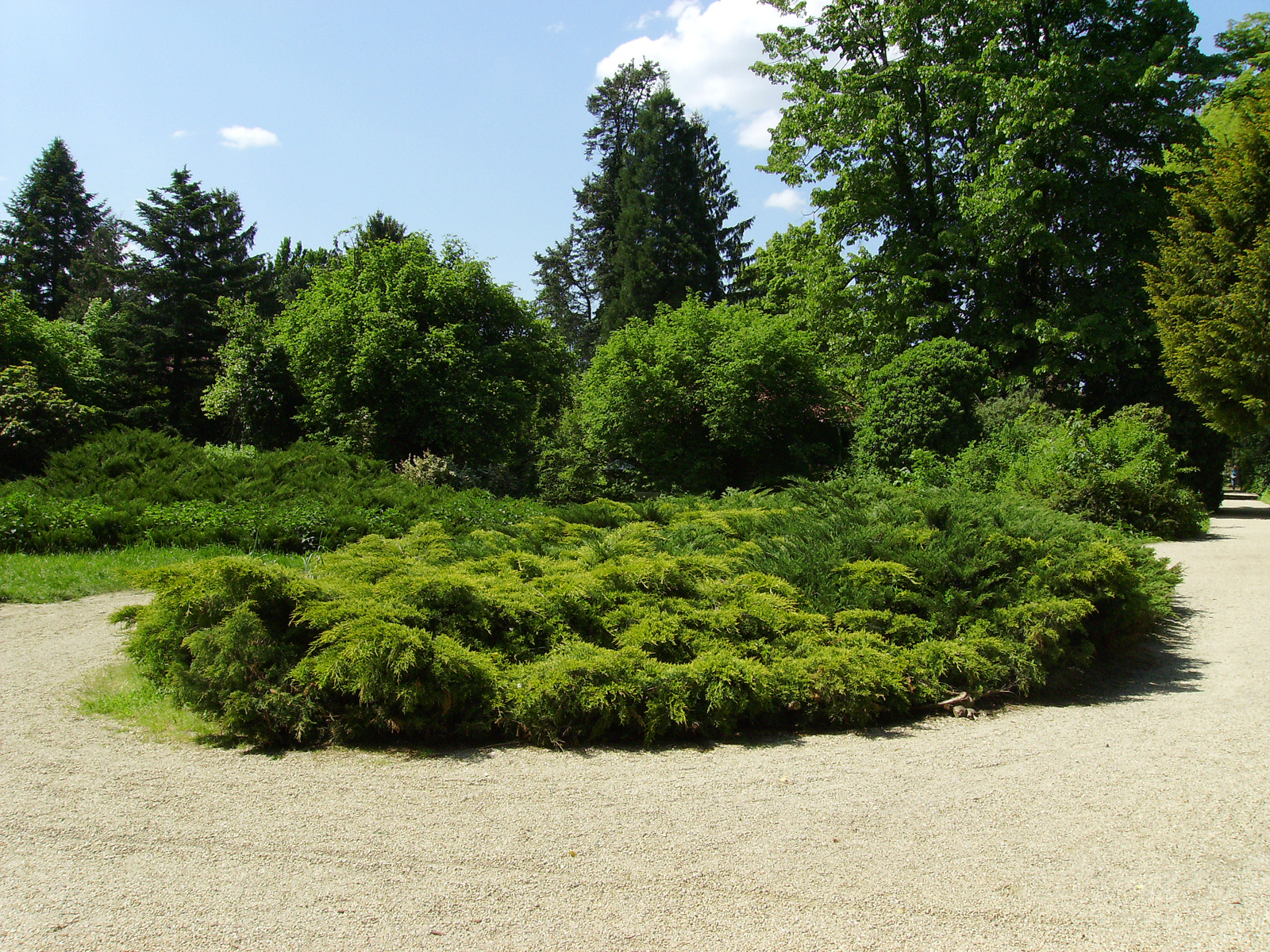
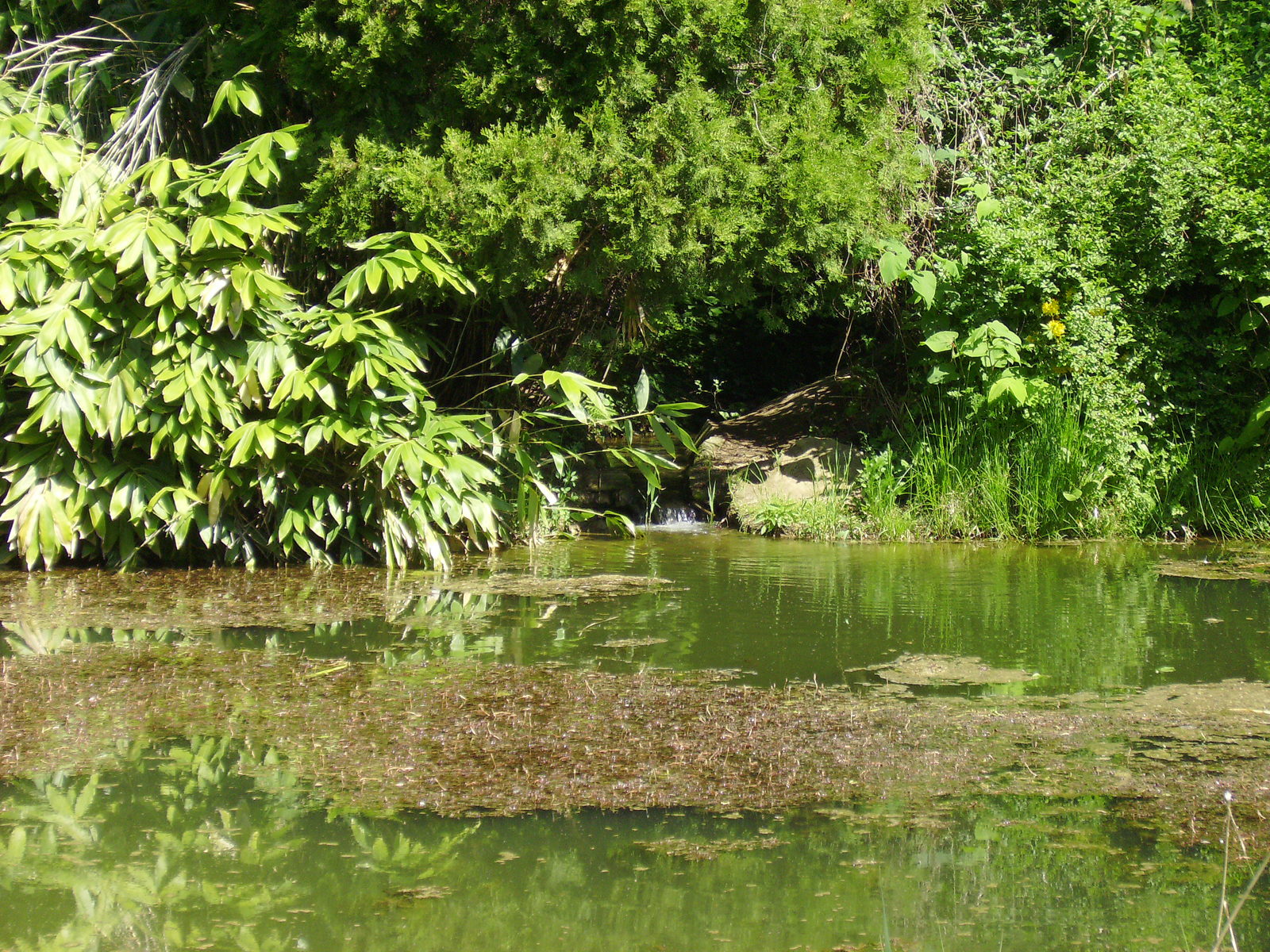
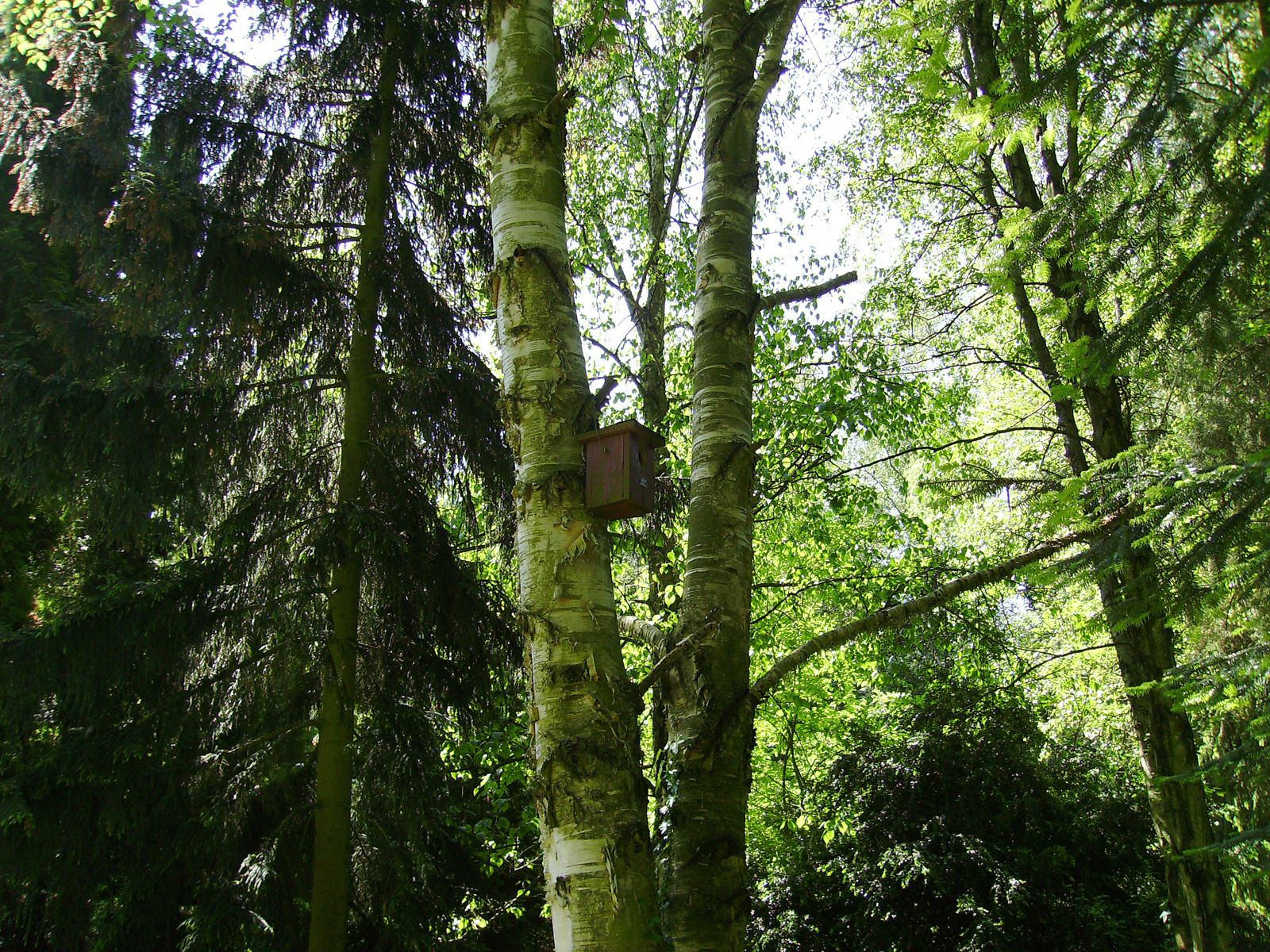
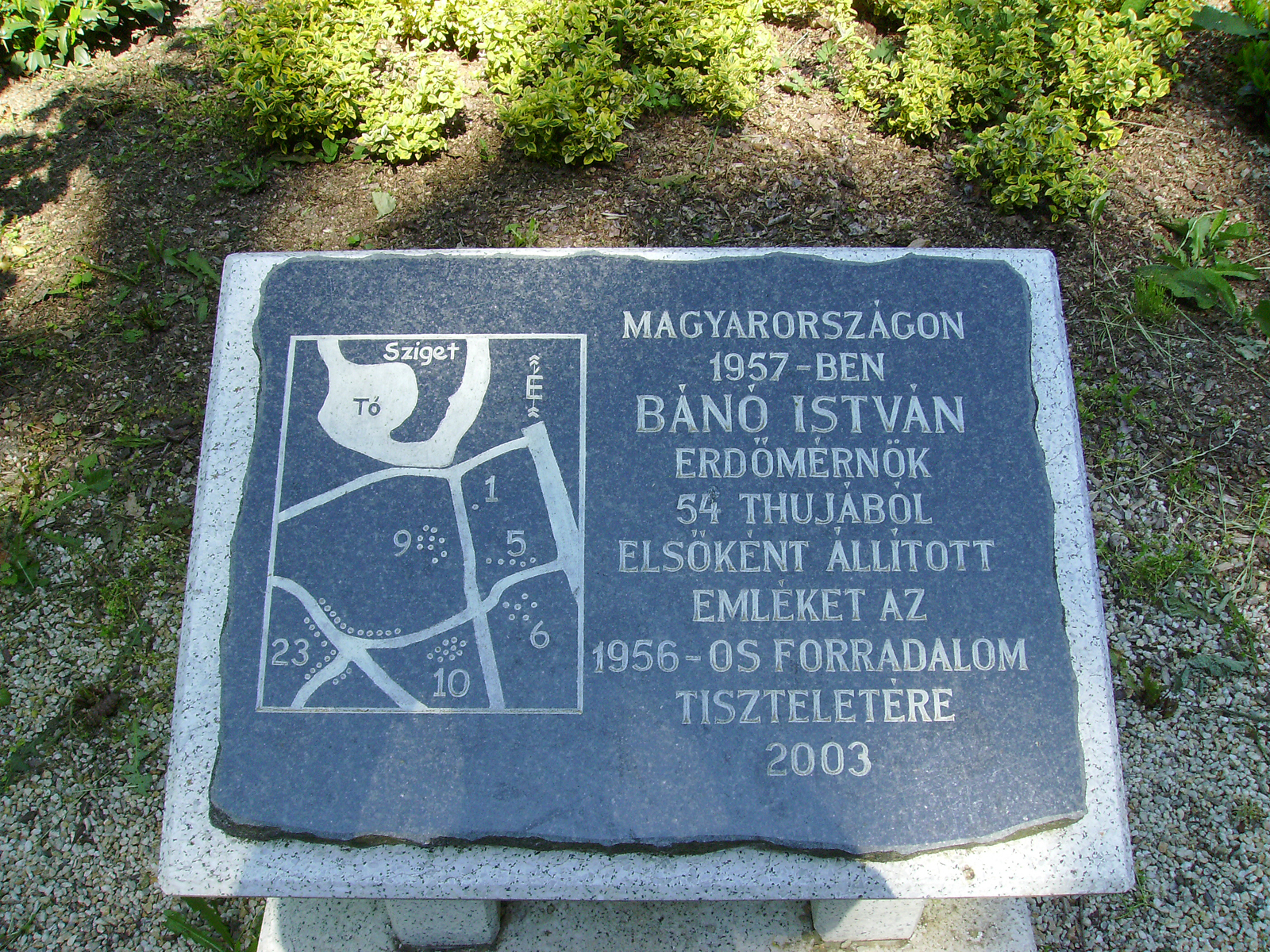
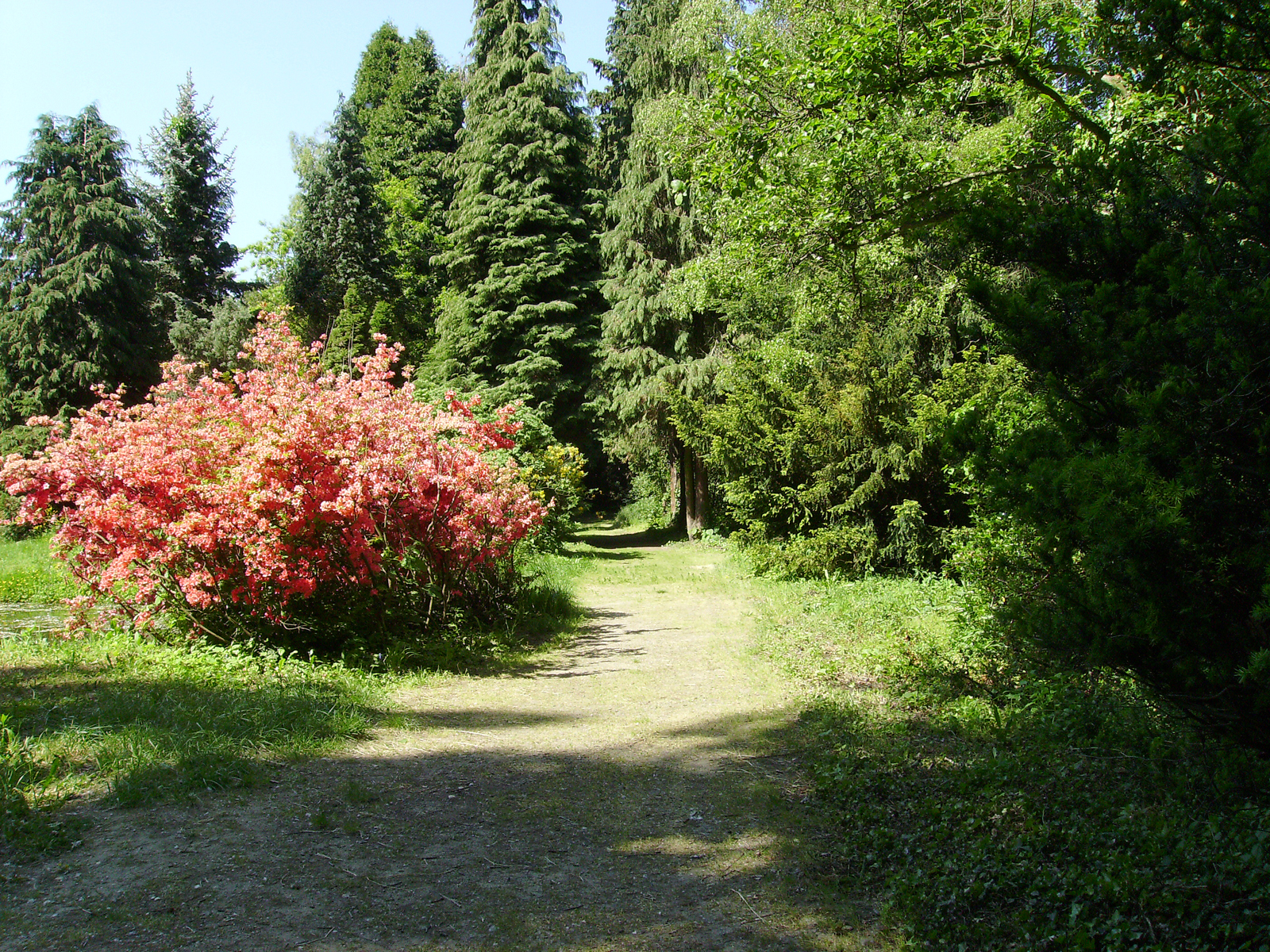
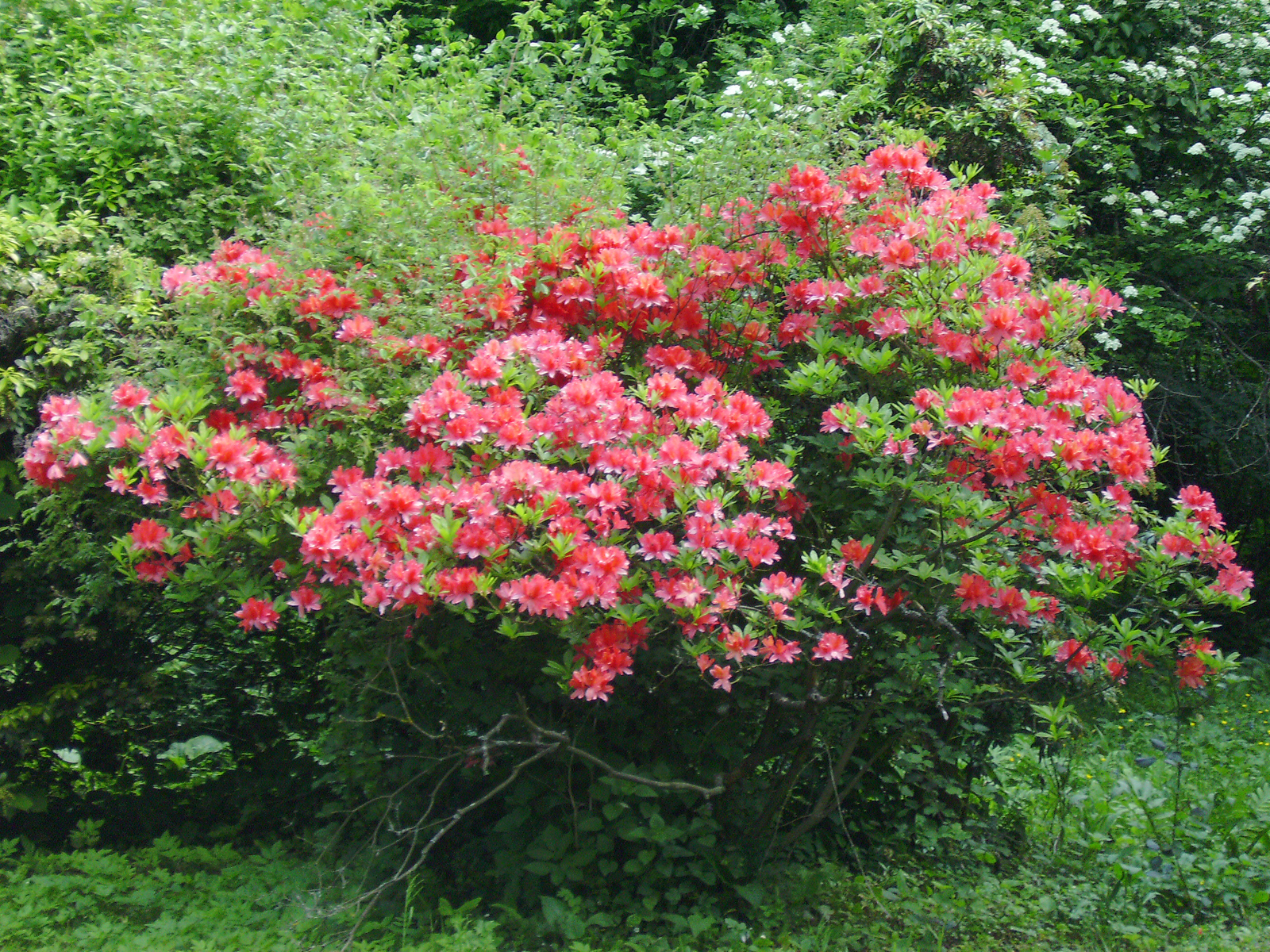
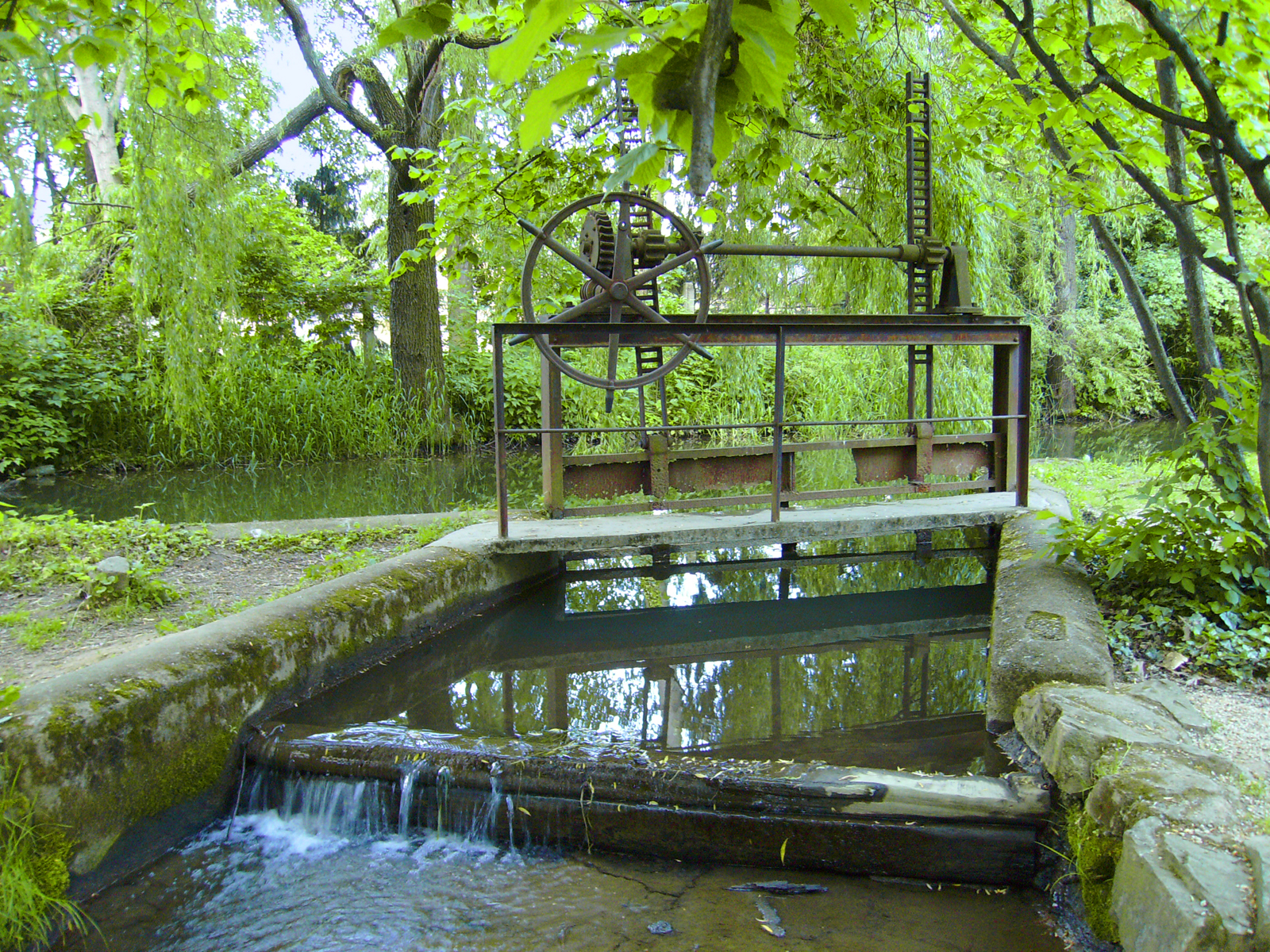
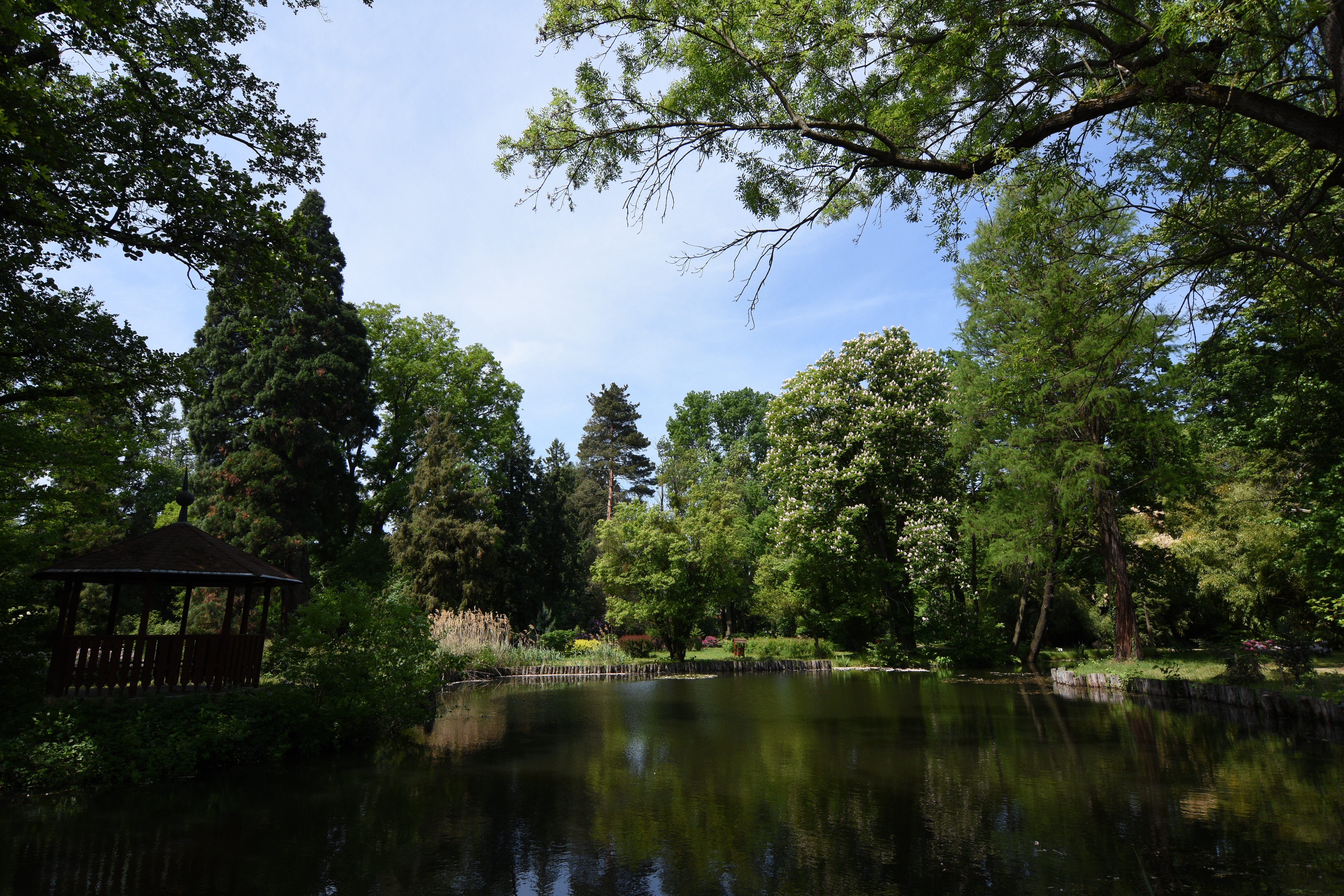
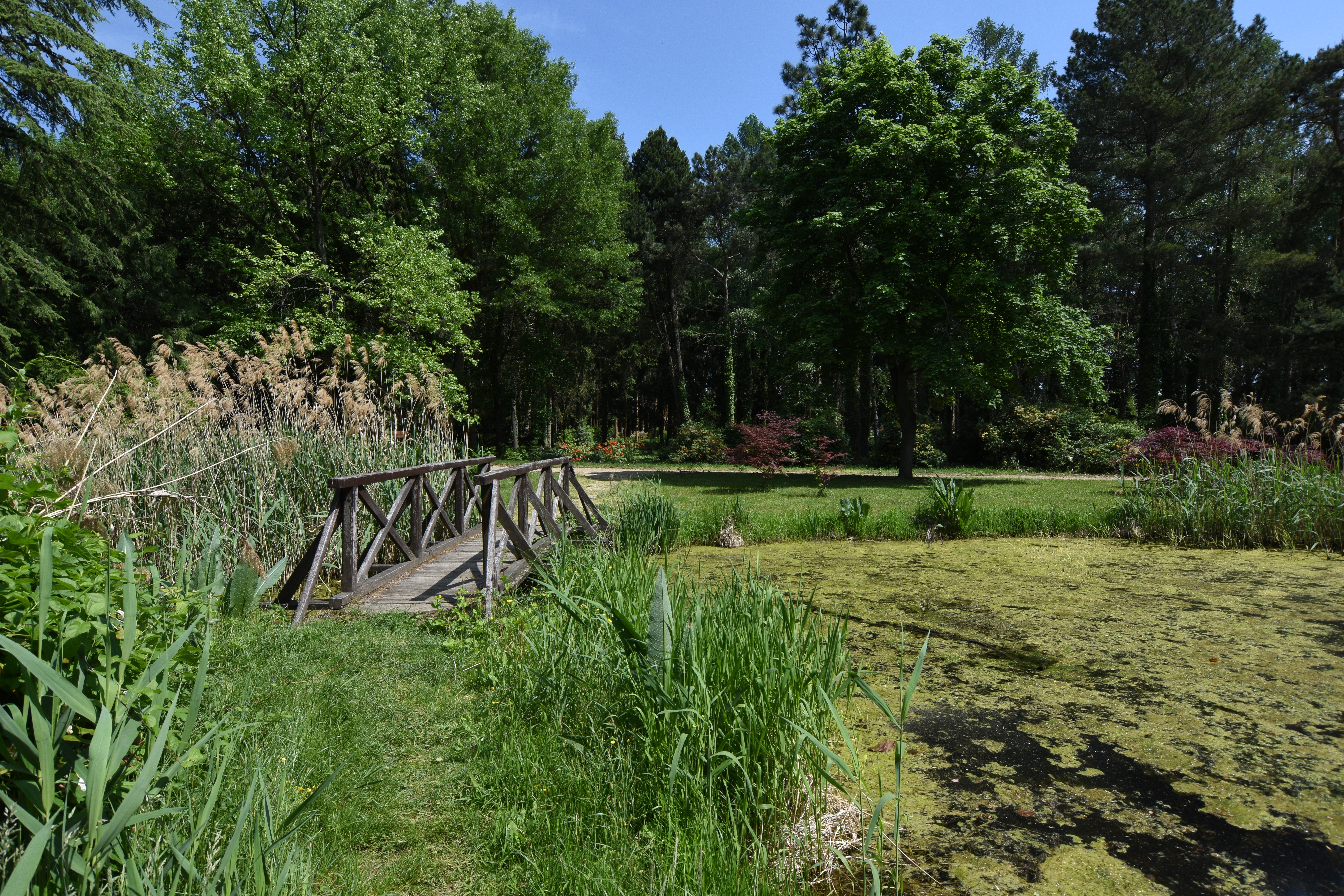
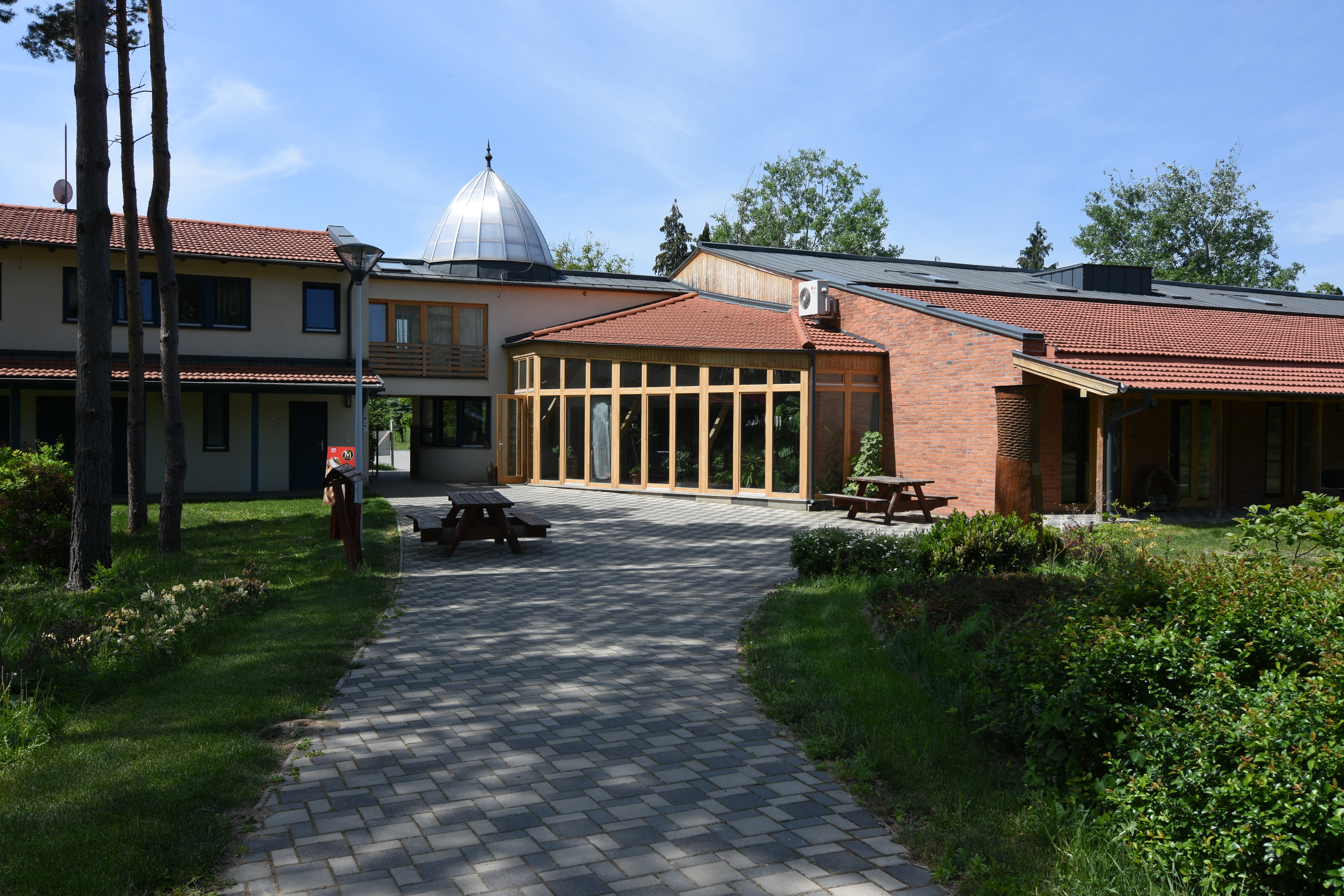
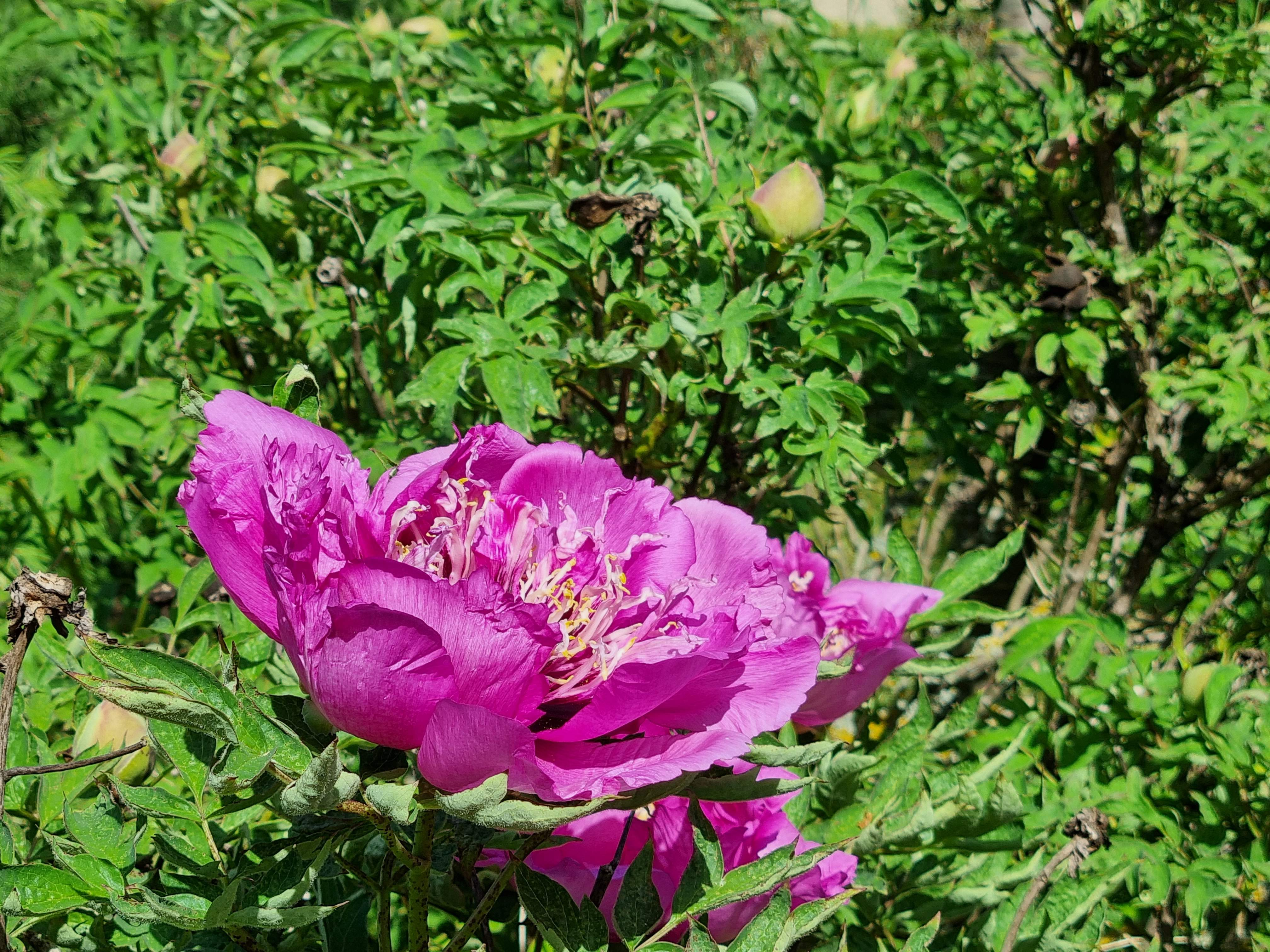